# Дружба (Топчихинский район)
Дружба — посёлок в Топчихинском районе Алтайского края. Входит в состав Победимского сельсовета.

## История
Посёлок был основан в 1934 году как поселения для спецпереселенцев с Западной Украины. Ими был организован свеклосовхоз «Чистюньский», центральной усадьбой которого посёлок являлся вплоть до 1960 года. В 1939—1944 гг. посёлок продолжал пополняться спецпереселенцами: поляками, прибалтами из регионов присоединеных к СССР Западной Белоруссии, Украины, Прибалтики, а также депортированными немцами. Современное название посёлок получил в 1960-х годах.

## Население
| 1997 | 1998 | 1999 | 2000 | 2001 | 2002 |
| ---- | ---- | ---- | ---- | ---- | ---- |
| 453  | ↘444 | ↗468 | ↗475 | ↘460 | →460 |
| 2003 | 2004 | 2005 | 2006 | 2007 | 2008 |
| ↗462 | ↗466 | ↗470 | ↘448 | ↘445 | →445 |
| 2009 | 2010 | 2011 | 2012 | 2013 |      |
| ↘430 | ↘395 | ↗396 | ↘380 | ↘367 |      |

Национальный состав
Согласно результатам переписи 2002 года, в национальной структуре населения русские составляли 80 %.